# Storhaga
Storhaga is een plaats in de gemeente Ljusdal in het landschap Hälsingland en de provincie Gävleborgs län in Zweden. De plaats heeft 102 inwoners (2005) en een oppervlakte van 13 hectare.